# مارجيت إيفيلين نيوتن
مارجيت إيفيلين نيوتن (بالإيطالية: Margit Evelyn Newton)‏ هي عارضة وممثلة إيطالية، ولدت في 12 أكتوبر 1961 بروما في إيطاليا.

## وصلات خارجية
- مارجيت إيفيلين نيوتن على موقع IMDb (الإنجليزية)
- مارجيت إيفيلين نيوتن على موقع ألو سيني (الفرنسية)
- مارجيت إيفيلين نيوتن على موقع أول موفي (الإنجليزية)
- مارجيت إيفيلين نيوتن على موقع قاعدة بيانات الفيلم (الإنجليزية)
- مارجيت إيفيلين نيوتن على موقع كينوبويسك (الروسية)